# Intermediärstoffwechsel
Der Intermediärstoffwechsel oder intermediäre Stoffwechsel (Amphibolismus) bezeichnet die Umwandlung von Metaboliten geringer Molekülmasse (< 1000 g/mol) ineinander. Bei solchen Stoffwechselreaktionen werden, je nach Bedarf, Metabolite aus dem Katabolismus oder dem Anabolismus bezogen. Zum Intermediärstoffwechsel zählen daher keine Aufbaureaktionen bzw. Abbaureaktionen für Biopolymere.